# هرب ریتس
هرب ریتس (انگلیسی: Herb Ritts؛ ۱۳ اوت ۱۹۵۲ – ۲۶ دسامبر ۲۰۰۲) عکاس مد و کارگردان نماهنگ اهل ایالات متحده آمریکا بود. تخصصش عکاسی سیاه‌وسفید و پرتره به‌سبک مجسمه‌سازی یونان کلاسیک بود.
او برندهٔ جوایزی همچون جایزه رسانه‌ای گلد شده است.